# التنمية المستدامة في إسكتلندا
إن التنمية المستدامة في اسكتلندا لديها عدد من الفروع المتميزة. استخدمت لجنة بروندتلاند فكرة التنمية المستدامة التي عرفتها بأنها تنمية «تلبي احتياجات الحاضر دون المساس بقدرة الأجيال القادمة على تلبية احتياجاتهم الخاصة». في مؤتمر القمة العالمي لعام 2005، لوحظ أن هذا الأمر يتطلب التوفيق بين المتطلبات البيئية والاجتماعية والاقتصادية، وهي«الركائز الثلاث» للاستدامة. هذه الأهداف العامة تم التطرق إليها ضمن مجموعة متنوعة من الطرق من قبل القطاعات العامة والخاصة والتطوعية والمجتمعية في اسكتلندا.

## المجتمعات المستدامة
قدمت «فوروورد سكوتلاند» بين عامي 1997 و1999 أول برنامج مخصص للمجتمعات المستدامة في اسكتلندا، وقادته جمعية إيكو-كال كجزء من مبادرة واسعة في المملكة المتحدة بقيادة إينكامز. طورت شراكات مع عدد من السلطات المحلية، وعين مسؤولون متخصصون للعمل مع المجتمعات. قيم البروفيسور مايكل كارلي من جامعة هيريوت-وات هذا البرنامج ليعطي الدروس المستفادة من البرنامج الذي خلفه بين عامي 2000 و2002، لتكون النتيجة أول كتيب للمجتمعات المستدامة، وسلسلة من المشاريع المجتمعية الناجحة. خلال هذا الوقت أطلق برنامج المنح المجتمعية الأول للمجتمعات المستدامة، بتمويل من صندوق الفرص الجديدة (ما يعرف اليوم بصندوق اليانصيب الكبير). مول هذا البرنامج بعض المشاريع الرائدة في مجالات مثل مصادر الطاقة المتجددة، والأغذية المحلية، وإدارة النفايات، وأول مشاريع البصمة البيئية في اسكتلندا.
في أبريل من عام 2007، أعلن عن خطط لتصبح مدينة بيغار أول مدينة «خالية من الكربون» في اسكتلندا. في نفس الشهر، أكدت قرية فيندهورن البيئية أن بصمتها البيئية هي الأدنى في العالم الصناعي. في يناير من عام 2008، نشرت جمعية الطاقة في اسكتلندا تقريرًا «لمراجعة الفرص والإجراءات اللازمة لدعم مجتمع الجزيرة لتصبح خالية من الكربون». بعد ذلك، وفي يونيو من العام 2008، أعلن أن مدينة ستيرلنغ كانت تهدف لتصبح أول مدينة بريطانية خالية من الكربون، وتستضيف مشروع «نحو ستيرلينغ خالية من الكربون».
جمعية الطاقة في اسكتلندا هي مؤسسة خيرية تقدم المشورة المجانية، ومنح التمويل لمشاريع الطاقة المتجددة التي طورتها مجموعات المجتمع في اسكتلندا. تهدف الشركة بشكل رئيسي لتمكين جميع المجتمعات من توليد واستخدام الطاقة المتجددة لمصلحتها الجماعية طويلة الأمد. في مارس من عام 2010، أعطى صندوق التنمية المحلية في جزيرة تيري تفويضًا بمشروع توربينات الرياح بقدرة 950 كيلوواط، وهو المشروع الرابع من نوعه في اسكتلندا.

## القطاع العام

### السياسة الحكومية
كتبت المجموعة الاستشارية للتنمية المستدامة التابعة لوزارة الخارجية أول سياسة جادة عام 1998، استعدادًا للبرلمان الإسكتلندي المنتظر عام 1999، وقد تبع ذلك إستراتيجية ركزت على النفايات والطاقة والسفر في عام 2002، و«اختيار مستقبلنا» عام 2005، والذي كتب بالتعاون مع «الإطار المشترك للتنمية في المملكة المتحدة». في عام 2007، شكل الحزب الوطني الإسكتلندي حكومة أقلية تسعى لتحقيق 5 أهداف إستراتيجية تشمل التنمية المستدامة، لكنها لا تشير إليها صراحةً. بدلاً من ذلك، تبنت الحكومة النمو الاقتصادي المستدام كهدف رئيسي لها.
في يونيو من عام 2007، أعلن وزير الشؤون المالية والتنمية المستدامة في الحكومة الاسكتلندية جون سويني عن خطط لمشروع قانون لمكافحة تغير المناخ، يتضمن نية بخفض انبعاثات الغازات الدفيئة بنسبة 80% بحلول عام 2050.
في أغسطس من عام 2007، أعلنت الحكومة الاسكتلندية عن جائزة سالتير للابتكار في الصناعة، والتي ستكافئ التميز في تطوير تقنيات الطاقة المتجددة. على النقيض من موقف الحكومة البريطانية، استبعدت الحكومة الاسكتلندية كلًا من محطات الطاقة النووية الجديدة في اسكتلندا، ودفن النفايات النووية.
يتضمن إصدار قانون تغير المناخ في اسكتلندا لعام 2009 مجموعة واسعة من المبادرات. فهو حدد خطة تشرح ما يجب القيام به لخفض انبعاثات الكربون التزامًا بالأهداف المدرجة في القانون. يهدف إطار التكيف مع تغير المناخ الذي نشر في ديسمبر من العام 2009، إلى بناء المرونة والقدرة على التغيير. تتضمن مبادرات القطاع العام الأخرى:
- إطار الطاقة المتجددة وخطة عمل الطاقة المتجددة وخطة العمل الحرارية المتجددة.
- قانون إدارة مخاطر الفيضانات (اسكتلندا) لعام 2009.
- إعلان تغير المناخ في اسكتلندا.
- دراسة استخدام الأراضي الريفية.
- شراكة تأثير تغير المناخ الاسكتلندية.

## إنتاج الطاقة وتوزيعها
قاعدة الموارد الطبيعية للطاقة المتجددة في اسكتلندا غير عادية وفقًا للمعايير الأوروبية وحتى العالمية. فبالإضافة إلى السعة الحالية التي تبلغ 1.3 غيغاواط من الطاقة المائية، تمتلك اسكتلندا إمكانيات تقدر بنحو 36.5 غيغاواط من الرياح، و7.5 غيغاواط من طاقة المد والجزر، 25% تقريبًا من إجمالي الطاقة المقدرة للاتحاد الأوروبي وما يصل إلى 14 غيغاواط من إمكانات طاقة الأمواج، أي 10% من السعة المتاحة في الاتحاد الأوروبي. قد تكون قدرة توليد الكهرباء المتجددة 60 غيغاواط أو أكثر، أكبر بكثير من السعة الحالية من جميع مصادر الوقود الاسكتلندية والتي تبلغ 10.3 غيغاواط.

### طاقة الرياح
تعد طاقة الرياح في اسكتلندا مجالًا نشطًا بشكل ملفت، إذ بلغت القدرة المركبة 1550 غيغاواط في أكتوبر 2008. تعد طاقة الرياح الأسرع نموًا في تقنيات الطاقة المتجددة في اسكتلندا، وتخضع الآن أكبر توربينات توليد الطاقة من الرياح في العالم (5 ميغاواط) للاختبار في بحر الشمال، على بعد 15 ميلًا من الساحل الشرقي.
يبقى الكثير من هذه الإمكانات غير مستغل، لكن التحسينات المستمرة في الهندسة تتيح استخدام المزيد من الموارد المتجددة.

### محطات الطاقة منخفضة انبعاثات الكربون
في مايو من عام 2007، أعلنت هيئة الطاقة الاسكتلندية تكليف شركات سكوتيش باور، وألستوم باور، ودوسان بابوك، بوضع وتصميم خطط لتكنولوجيا «الفحم النظيف» في محطتي لونغانيت وكوكنزي لتوليد الطاقة. كاد هذا المشروع أن يصبح أكبر مشروع من نوعه في أوروبا، لكنه ألغي في عام 2011 بعد أن سحبت حكومة وستمنستر التمويل.

### حبس الكربون
يقدر المسح الجيولوجي البريطاني إمكانية تخزين 755 مليار طن من ثاني أكسيد الكربون في أحواض ثاني أكسيد الكربون في بحر الشمال (تبلغ انبعاثات ثاني أكسيد الكربون السنوية في اسكتلندا حوالي 50 مليون طن). وتساعد هذه العملية على إنتاج النفط والغاز لأنه يزيد من الضغط في حقل النفط. تقدر إدارة التجارة والصناعة البريطانية إمكانية استخراج ما يصل إلى ملياري برميل إضافي من النفط نتيجة لحقن ثاني أكسيد الكربون.
على الرغم من أن هذه العملية يمكن أن تقلل من انبعاثات ثاني أكسيد الكربون الناتجة عن محطات الطاقة التقليدية بنسبة تصل من 80 إلى 90%، لكنه إذا اقترن بزيادة استخراج النفط، فإن صافي الوفورات في انبعاثات الكربون قد يكون أقل بكثير.

### اقتصاد الهيدروجين
اقترحت شركة بريتيش بيتروليوم نهجًا مبتكرًا بالشراكة مع شركة سكوتيش إينرجي (الطاقة الاسكتلندية)، وساذرن إينرجي (طاقة الجنوب)، لإنشاء محطة طاقة تعتمد على الهيدروجين في منطقة بيتيرهيد. كان المشروع سيأخذ الغاز الطبيعي المستخرج من بحر الشمال، ثم يفككه لإنتاج الهيدروجين وثاني أكسيد الكربون، فيحرق الهيدروجين كمصدر للوقود لتوليد الكهرباء، بينما يعاد ثاني أكسيد الكربون إلى خزان حقل ميلر الموجود على عمق أكثر من 4 كيلومترات تحت قاع البحر، في عملية تسمى عزل الكربون. كان من المتوقع أن يدخل هذا المخطط مرحلة الإنتاج عام 2009 بتكلفة متوقعة تبلغ 600 مليون دولار، لكنه فشل في الحصول على الدعم الكافي من الحكومة البريطانية. لو اكتملت، كانت هذه المحطة ستصبح أول محطة للطاقة الهيدروجينية في العالم.